# Орельский сахарный завод
Орельский сахарный завод — предприятие пищевой промышленности в посёлке городского типа Орелька Лозовского района Харьковской области Украины.

## История
Орельский сахарный завод был построен в первой половине 1960-х годов в соответствии с семилетним планом развития народного хозяйства (1959—1965) и введён в эксплуатацию в 1963 году. Сырьём для производства сахара являлась сахарная свекла. Перерабатывающая мощность завода изначально составляла 5 тыс. тонн свеклы в сутки; кроме сахара, предприятие производило глютаминовую кислоту и сухой жом.
В советское время завод являлся крупнейшим предприятием среди сахарных заводов области.
После провозглашения независимости Украины завод был передан в ведение министерства сельского хозяйства и продовольствия Украины.
В июле 1995 года Кабинет министров Украины принял решение о приватизации завода в течение 1995 года, после чего государственное предприятие было преобразовано в открытое акционерное общество.
В 1999 году завод остановил работу.
В декабре 2000 года арбитражный суд Харьковской области возбудил дело о банкротстве предприятия.
В первом квартале 2003 года ОАО «Орельский сахарный завод» был исключён из Единого реестра предприятий и организаций Украины в связи с ликвидацией.
В дальнейшем, завод начали разбирать на металлолом и к 2009 году он прекратил своё существование.